# Austin McCrary
Austin McCrary (27 juli 1989) is een Amerikaans skeletonracer.

## Carrière
McCrary nam in 2020/21 voor het eerst deel aan de wereldbeker waar hij 28e eindigde in het algemeen klassement. Hij nam in 2021 ook deel aan het wereldkampioenschap en eindigde als 29e individueel.

## Resultaten

### Wereldkampioenschappen
| Jaar | Plaats    | Resultaat       |
| ---- | --------- | --------------- |
| 2021 | Altenberg | 29e Individueel |

### Wereldbeker
Eindklasseringen
| Seizoen   | Rang |
| --------- | ---- |
| 2020/2021 | 28e  |